# Jöns Risell
Jöns Risell, född 27 mars 1723 i Bolstad, död 13 oktober 1803 i Klara församling i Stockholm, var en svensk ämbetsman.

## Biografi
Jöns Risell var son till kyrkoherden Christopher Risell (1687–1762) och Maria Anna Olofsdotter Kalsenia (1692–1771) samt från 1764 gift med Elisabet Beata Törning (1741–1788), som var dotter till Johan Christian Törning (1701–1741). Paret fick fyra döttrar och en son. Han var bror till professorn i svensk statsrätt Nils Risell (17201789).
Jöns Risell blev student vid Uppsala universitet 1739 och erhöll akademiskt testimonium 1742. Han blev auskultant 1743 och fick
stipendium från A Robsahms stipendiestiftelse 1744. Han blev extra ordinarie notarie 1746 och hade 1748–1750 uppsikten över de skånska stenkolsverken. Risell blev förste kanslist 1751 och förrättade bergsting och övriga bergmästarsysslor 1752, 1754–1755 och 1757–1758. Han var protokollist i bergsdeputationen vid 1755 års riksdag. Han blev ordinarie notarie 1756 och advokatfiskal 1760 samt extra ordinarie assessor med förutvarande lön 1772. Risell erhöll fyllnadslön lika med assessorslön 1773, och utnämndes till ordinarie assessor med lön på stat samma år. Han blev extra ordinarie bergsråd 1778, och fullmäktig i järnkontoret 1781 fullmäktig i det nya diskontkontoret 1789 med ordinarie bergsråds lön på stat samma år för att slutligen bli vice president i Bergskollegium 1796. Risell förvaltade från 1767 tillsammans med handelshuset Bohman, Hassel & Görges i Stockholm Peter Julinschölds konkursbo och dennes tidigare egendomar.
På Barnebys auktionsverk såldes 2016 en käppkrycka av 20 karats guld tillverkad av guldsmeden Frantz Bergs för kung Fredrik den store av Preussen, vilken senare skänkte den till greve Rudenskiöld som i sitt testamente gav den till bergsrådet Jöns Risell.